# Grote Gracht (Maastricht)
De Grote Gracht (Maastrichts: Groete Grach) is een straat in het centrum van Maastricht. De licht hellende straat werd mogelijk in de 16e eeuw aangelegd, deels op de gedempte singelgracht. De Grote Gracht vormt de scheiding tussen de centrumbuurten Binnenstad en Statenkwartier. Het is een gemengde winkelstraat, waaraan een groot aantal monumentale huizen en enkele kloosters, stadspaleizen en scholencomplexen liggen.

## Geschiedenis
De naam van de Grote Gracht wijst op de oorspronkelijke functie: zowel de Grote als de Kleine Gracht werden aangelegd op de gedempte singelgracht, behorende bij de eerste middeleeuwse stadsmuur van Maastricht. Waarschijnlijk was dit een droge gracht, aangezien de Grote Gracht enkele meters stijgt op het tracé tussen de Hochter- of Gevangenpoort (op de Markt) en de Tweebergenpoort (op de splitsing Grote Gracht-Oude Tweebergenpoort). De in het tweede kwart van de 13e eeuw gebouwde stadsmuur bleek al na enkele decennia te krap. Vanaf 1294 begon de bouw van de tweede stadsomsluiting, waardoor de oppervlakte van de ommuurde stad verviervoudigde. De eerste muur bleef nog enkele eeuwen gehandhaafd als reserveverdedigingslinie. Delen van de muur bleven achter de huizen aan de zuidkant van de Grote Gracht bewaard, zoals aan de Preekherengang en achter het Theater aan het Vrijthof. De gracht werd waarschijnlijk in de 16e eeuw gedempt en bebouwd, maar het westelijk deel van de straat is mogelijk ouder.

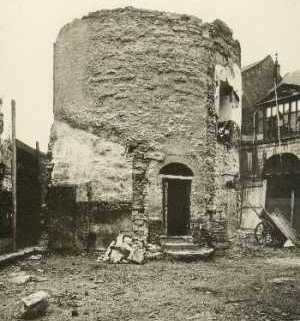
Afbraak restant Tweebergenpoort, 1926

Bij een bombardement door de Fransen tijdens het Beleg van 1748 werd de bebouwing aan de Grote Gracht zwaar getroffen. In de jaren daarna verrezen er enkele luxueuze stadswoningen, zoals de panden Grote Gracht 56, 74 en 82 (het Huis Soiron). Al eerder was op het terrein van het vroegere refugiehuis van de abdij van Munsterbilzen het stadspaleisje van de militaire gouverneur van Maastricht, de graaf van Tilly tot stand gekomen. Deze Hof van Tilly werd later bestemd als logeeradres van de commissarissen-deciseurs, de afgevaardigden van de prins-bisschop van Luik, die elke twee jaar toezicht kwamen houden op het bestuur in het tweeherige Maastricht. Later was er onder meer de assemblée primaire en de Rijkskweekschool gevestigd. Thans is het gebouw, zoals meerdere gebouwen aan de Grote Gracht, in gebruik bij de Universiteit Maastricht.
Van 1896 tot 1902 reed een gemeentelijk gastram over de Grote Gracht. Wegens slechte prestaties werd deze in 1903 vervangen door een paardentram. De Maastrichtsche Tram verzorgde tot 1914 het openbaar vervoer tussen het Wycker stationsgebied en de Boschstraat, via Vrijthof en Markt. Vanaf 1918 nam Stadsbus Maastricht die taak over.
De Grote Gracht is traditioneel een straat met gemengde activiteiten: winkels, horeca, scholen, kleinschalige bedrijven en woonhuizen. In recente jaren is er vrij veel leegstand van winkelpanden ontstaan. Doordat de straat buiten het kernwinkelcentrum en het voetgangersgebied van Maastricht ligt, en tevens per auto moeilijk te bereiken is, blijft een deel van het winkelpubliek weg en zijn veel winkels verdwenen. Enkele bekende, verdwenen zaken uit het verleden zijn: Mabro (broodwinkel), Drielsma (slager), De Hollandsche Comestibles Zaak (levensmiddelen), Kamm (wijnen), Sportex (sportzaak), De Poppenkliniek, Hassink (reisartikelen), Syen (leesbibliotheek, kantoorboekhandel), Thijs (meubels), Dedo (verf), Welf (schoenen), Maessen (schoenen), Moskowitz (stoffen), café In de Drei Keuninge en biljartcentrum Jacobs. Door sommigen wordt ook de aanwezigheid van enkele seksshops en coffeeshops ervaren als een achteruitgang van de straat.
Omstreeks 2010 is een deel van de straat (tussen Markt en Helmstraat) autoluw gemaakt. Een verdere herinrichting is er op gericht om het langzaam verkeer te bevorderen. Een gemeentelijk plan voor de 'aanloopstraten' naar het centrum moet de Grote Gracht weer aantrekkelijk maken voor winkelvestigingen. Het project 'Wonen boven Winkels' tracht de leegstaande etages boven winkels geschikt te maken voor bewoning (bijvoorbeeld door studenten). Het lokale initiatief 'Kunstkwartier 6211' zoekt tijdelijke, kunstzinnige invullingen voor leegstaande winkelpanden.

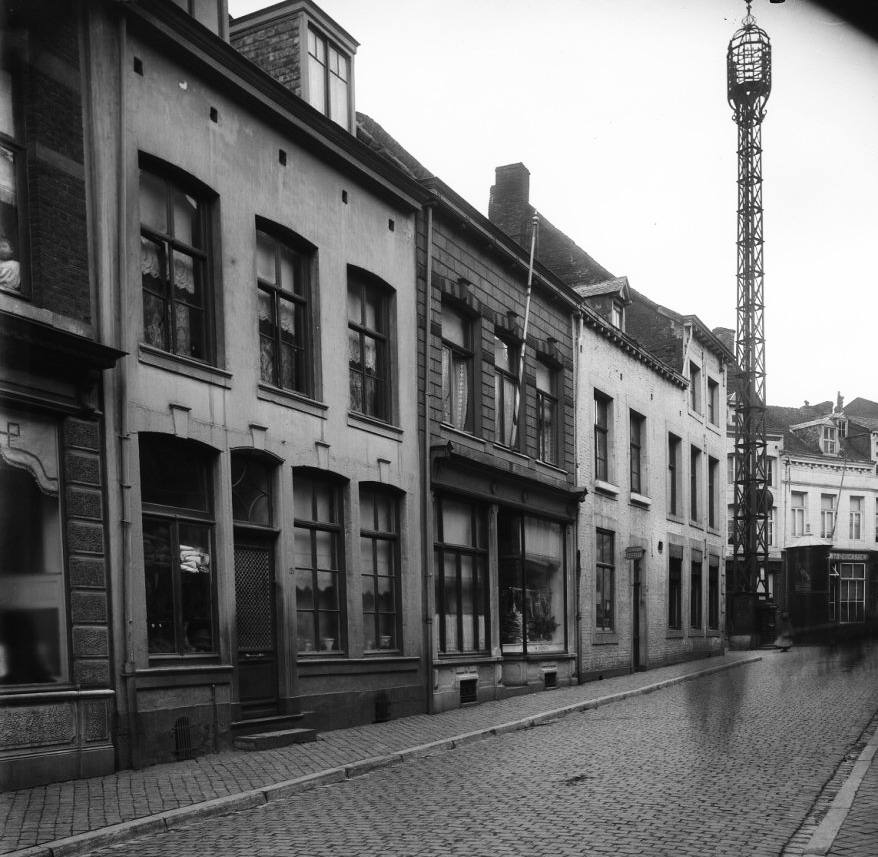
Telefoonmast bij Oude Tweebergenpoort, 1920
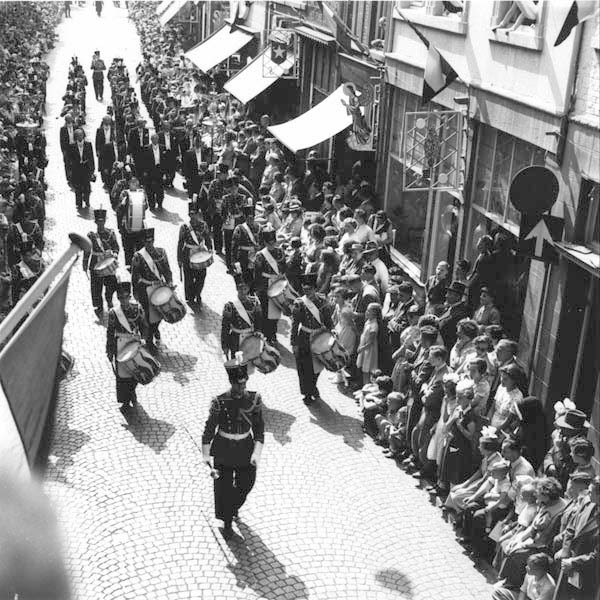
Koninklijke Harmonie tijdens Heiligdomsvaart, 1955
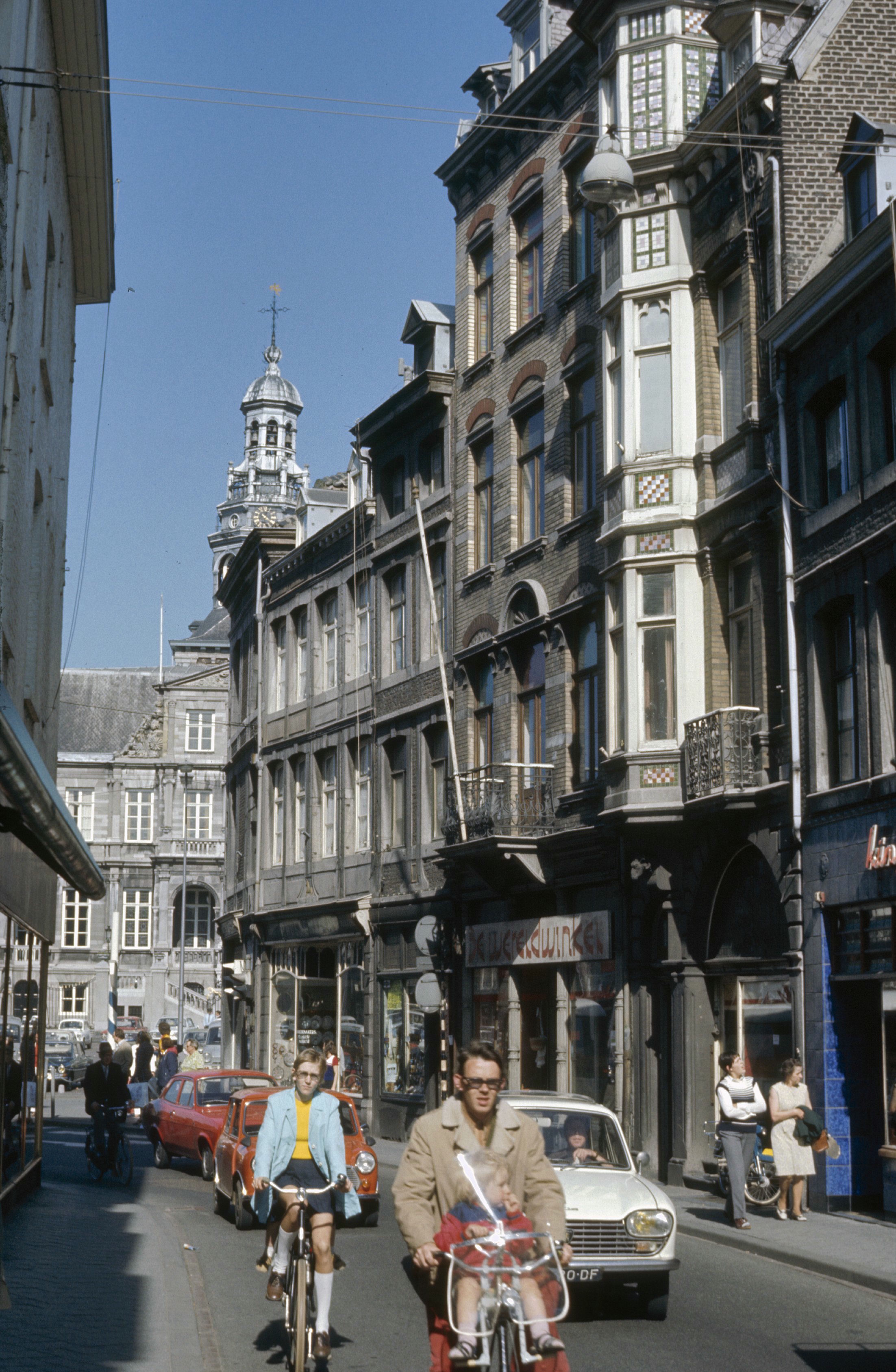
De Grote Gracht gezien naar de Markt, ca. 1970
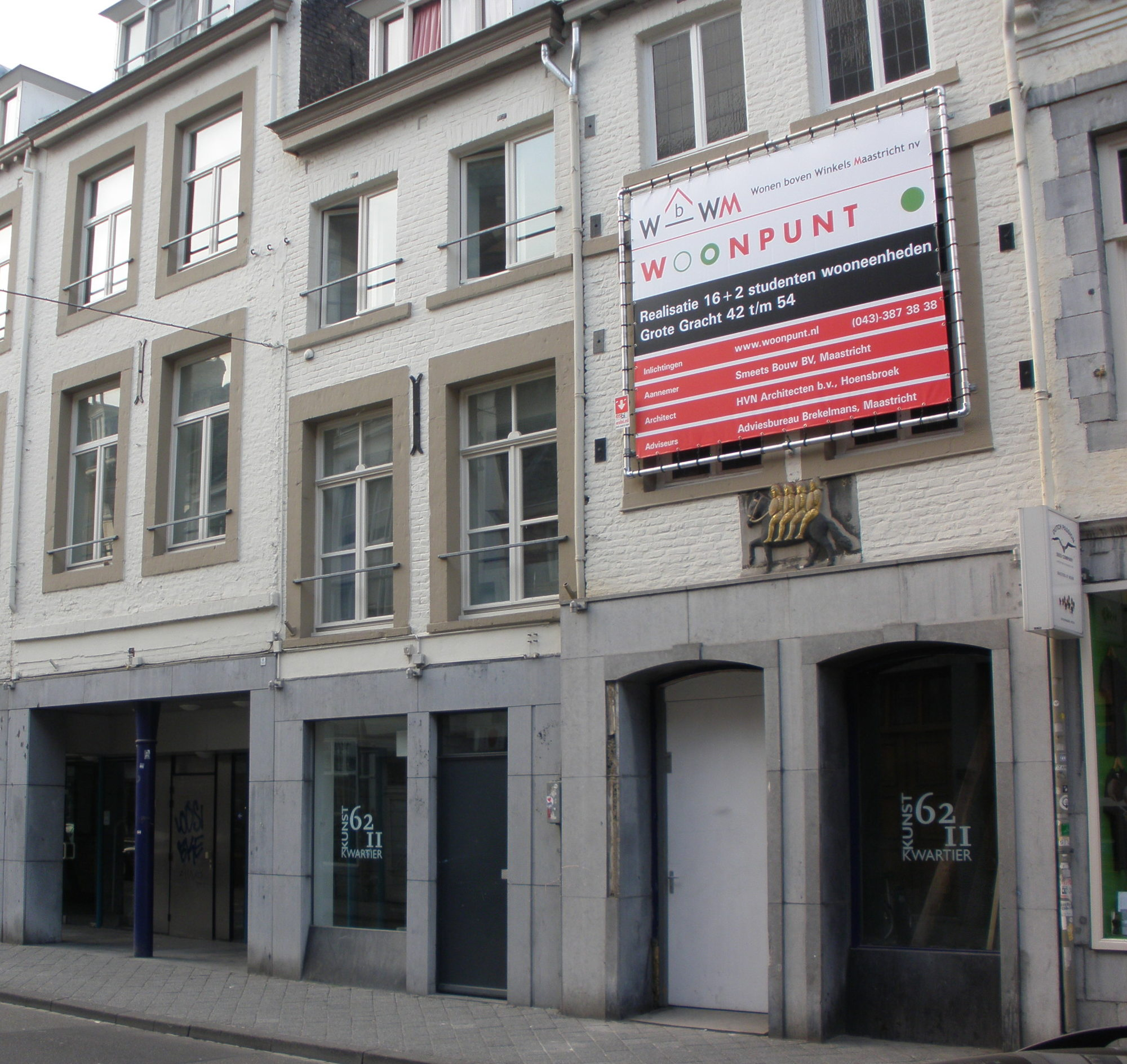
'Kunstkwartier 6211' en 'Wonen boven Winkels', 2011

## Bezienswaardigheden
De Grote Gracht ligt binnen het beschermd stadsgezicht van Maastricht. De straat telt 52 rijksmonumenten, waarmee ze op de zevende plaats staat van monumentrijke straten en pleinen in Maastricht.

### Poorthuizen, stadspaleizen
De benaming 'poort' heeft in Maastricht betrekking op een adellijke stadswoning. Aan de Grote Gracht lagen diverse poorthuizen, in de 17e eeuw onder andere de Poort van Weseth en de Poort van Thisius. In de 18e eeuw kwamen er enkele hôtels particuliers bij.
Het Wijnhuis Thiessen werd in 1740 gebouwd door de wijnhandelaar Wilhelmus Thyssen. Delen van een ouder huis zijn nog in de achterbouw bewaard gebleven. De gevel is vrij strak uitgevoerd in baksteen met hardstenen raamomlijstingen en geblokte hoeklisenen. Slechts de begane grond is uitbundiger versierd. In de omlijsting van de koetspoort en de hardstenen panelen onder de ramen zijn rocaillemotieven in de stijl van de Luikse Régence verwerkt. Onder het huis en het erf bevinden zich meerdere wijnkelders.

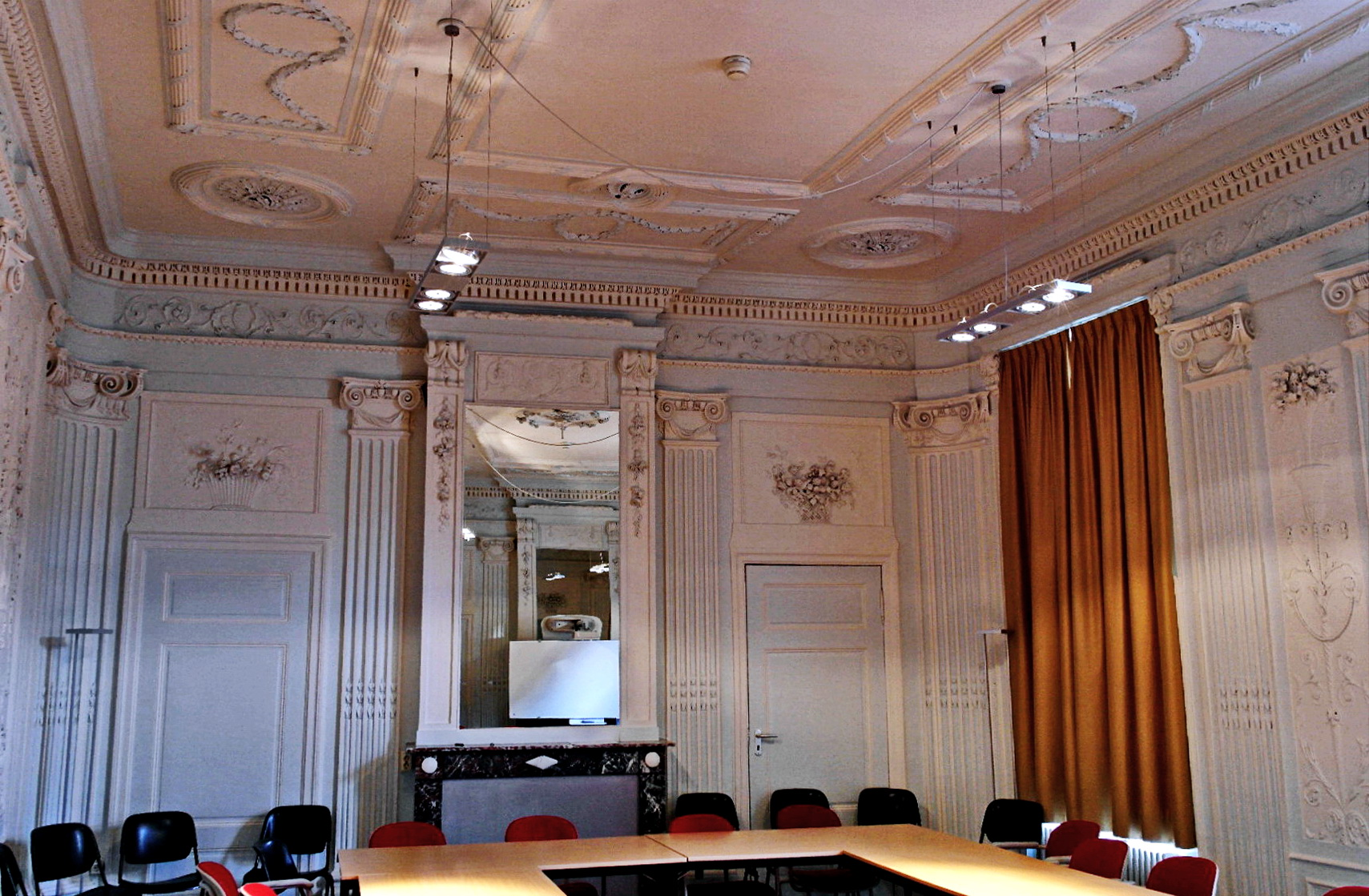
Stucwerk grote salon Huis Soiron

Het huis De Hertog van Cumberland, voorheen de Poort van Thisius, werd in 1785 verworven door de broers Andries en Willem Soiron, beiden kanunnik van het kapittel van Sint-Servaas. Hun broer Mathias Soiron bouwde er een nieuw stadspaleis, dat thans bekendstaat als het Huis Soiron. Het huis heeft een neoclassicistische gevel met hardstenen pilasters en een fronton. In het midden van de gevel bevindt zich een koetspoort met daarboven een balkon. Het smeedijzeren balkonhekwerk is met geometrische ornamenten versierd. Het interieur is zeer rijk met gestucte plafonds, wanden en schoorsteenmantels, wellicht uitgevoerd door Petrus Nicolaas Gagini.
De Hof van Tilly, in 1714 gebouwd voor Claude-Frédéric t'Serclaes van Tilly, is een complex bouwwerk dat in de loop van verschillende eeuwen tot stand is gekomen. Het poortgebouw heeft naar voren gebogen vleugelstukken, bekroond met vazen. Het fronton is versierd met een cartouche waarin het stichtingsjaar 1714 is vermeld. In hetzelfde jaar werd op de binnenplaats een fontein aangelegd, waarvan het reliëf met De schaking van Amphitrite door Poseidon nog intact is. Van het oorspronkelijke herenhuis resteert alleen het middendeel. De zijvleugels werden eind 19e eeuw vervangen door schoollokalen (zie hieronder).

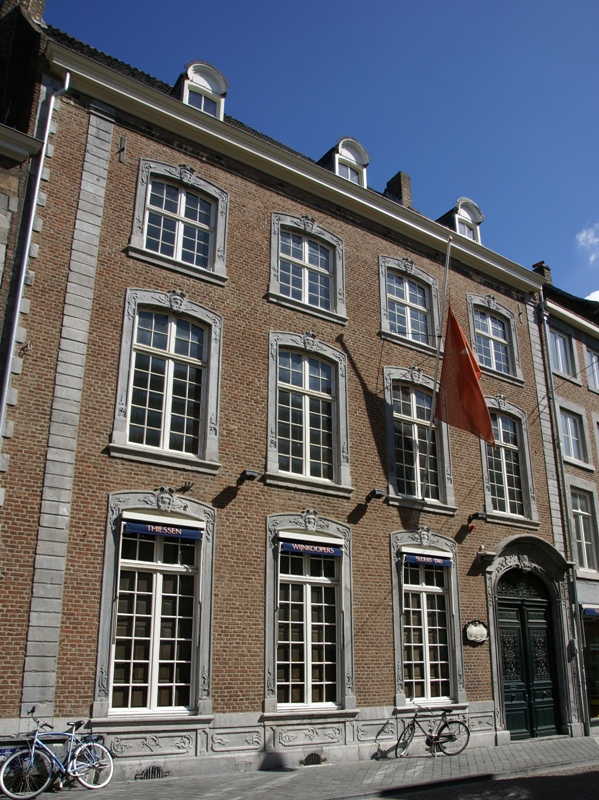
Wijnhuis Thiessen, Grote Gracht 18
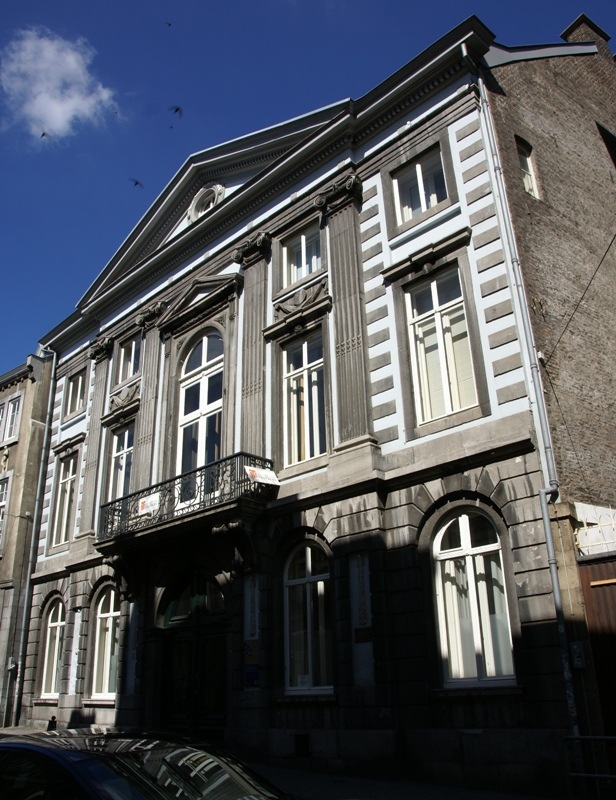
Huis Soiron, Grote Gracht 82
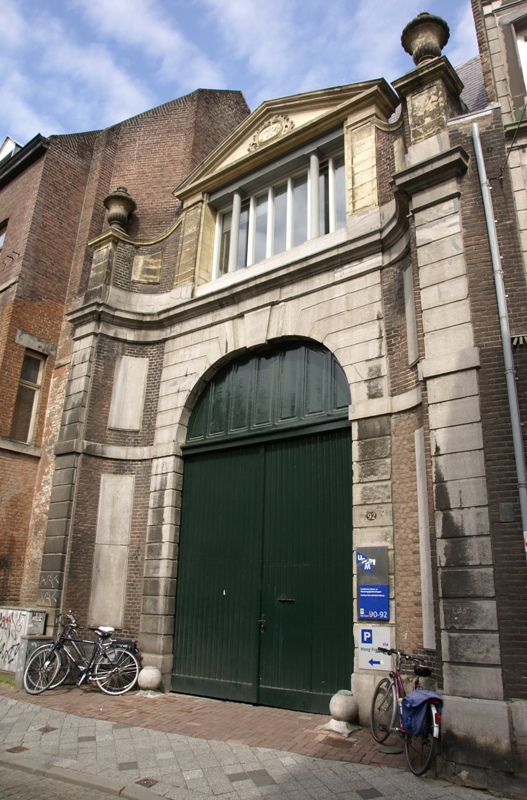
Poortgebouw Hof van Tilly, Grote Gracht 92
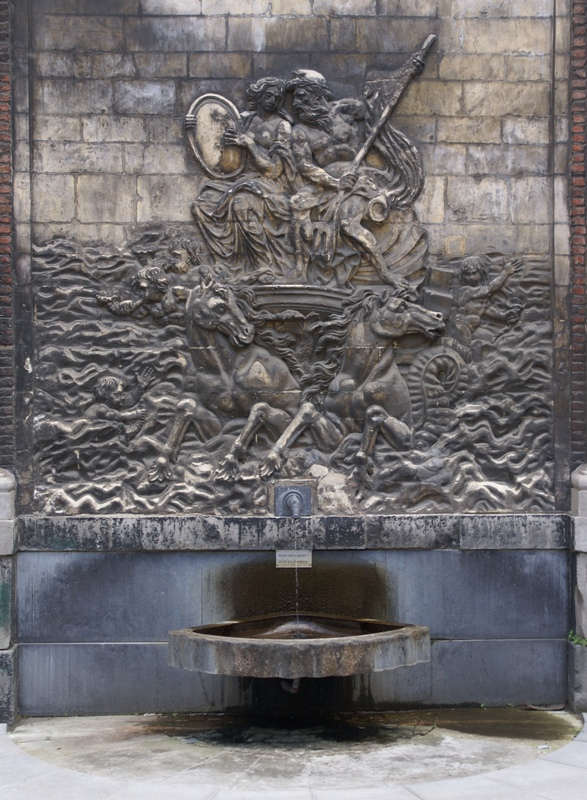
Reliëf binnenplaats, Hof van Tilly

### Monumentale woonhuizen

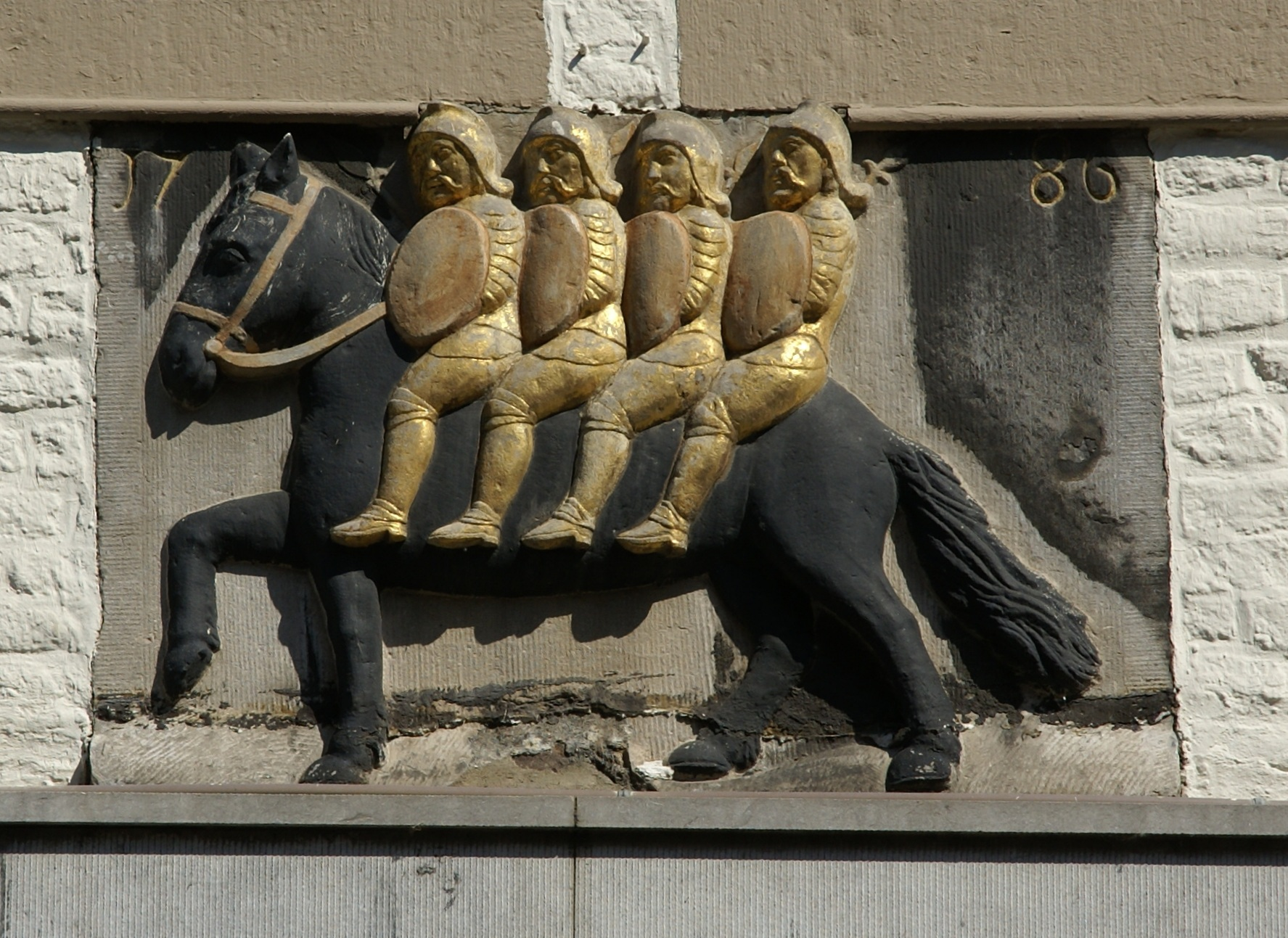
Gevelsteen Vier Heemskinderen, Grote Gracht 42

Ook elders in de straat bevinden zich goed bewaarde 17e en 18e-eeuwse herenhuizen met gevels in Lodewijk XV- of Lodewijk XVI-stijl. Zo heeft het imposante hoekhuis Helmstraat-Grote Gracht 29 (In den Koele Mey) een hardstenen deuromlijsting met rocailles in Lodewijk XV-stijl. De panden Grote Gracht 56 en 60 hebben statige lijstgevels van Naamse steen in Lodewijk XVI-stijl. Een enkel huis is gebouwd in de traditionelere stijl van de Maaslandse renaissance. Een voorbeeld hiervan is het huis 't Liewke, Grote Gracht 62. De voluutgevel van dit huis wordt bekroond door een liggend leeuwtje. Sommige huizen bezitten gevelstenen (nrs. 1-b, 20, 21, 30, 37 en 42).

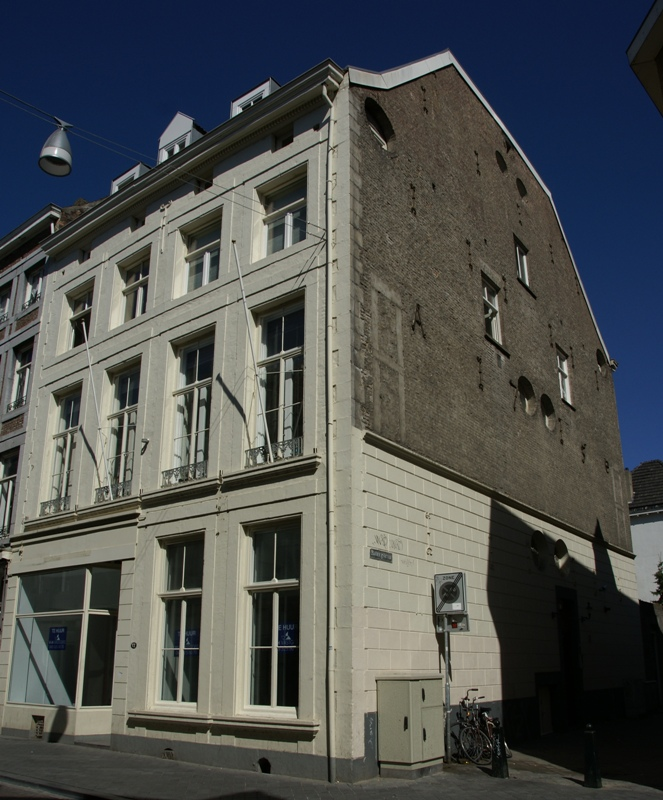
Grote Gracht 12, hoek Batterijstraat
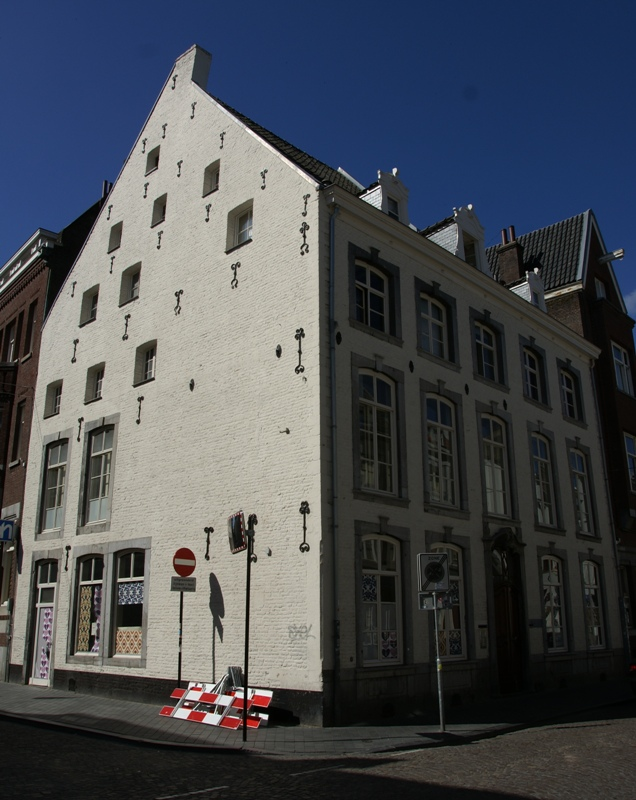
Grote Gracht 29, hoek Helmstraat
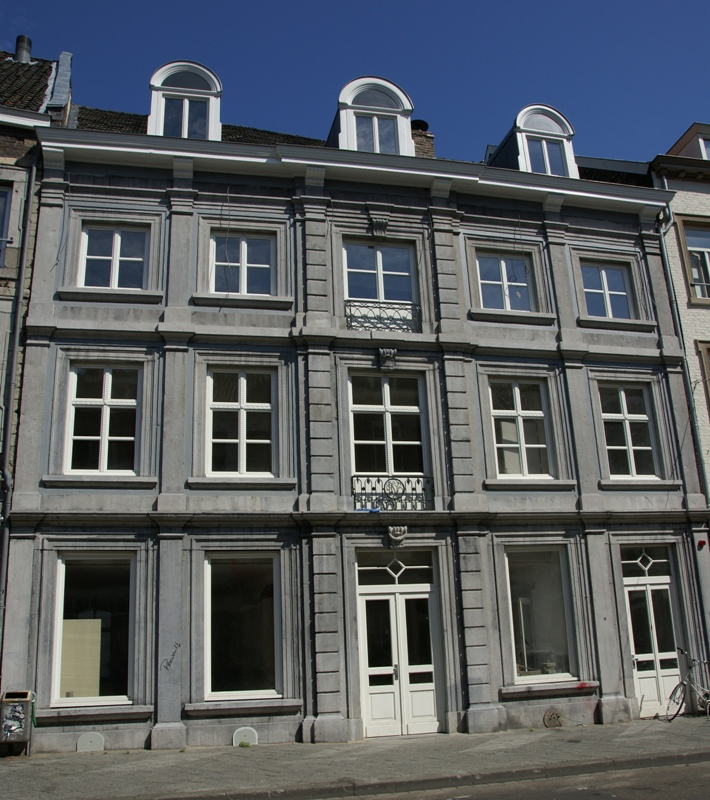
Grote Gracht 56
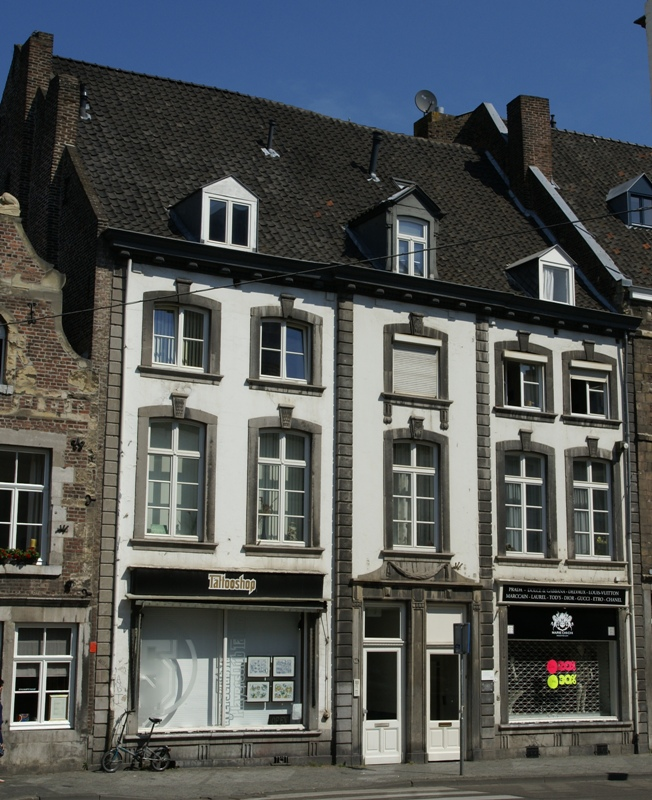
Grote Gracht 60

### Kloosters en scholen
In 1850 vestigden de zusters Ursulinen van Tildonk zich te Maastricht aan de Jodenstraat. Toen die locatie te klein werd, kochten ze in 1863 aan de Grote Gracht het Huis Bonhomme (nr. 64). Achter dit pand, langs de Capucijnenstraat, verrees in de volgende jaren de neogotische Ursulinenkapel (van architect Johannes Kayser), een klooster en een reeks scholen.
Ook aan de Grote Gracht bouwden de zusters scholen. Het schoolgebouw op nr. 76, later Jeanne d'Arclyceum geheten, werd in 1922 ontworpen door de architecten Marres en Sandhövel, met een expressionistische baksteenfaçade. Het trappenhuis is versierd met tegels en glas-in-loodramen in art-decostijl. De naastgelegen aanbouw (nr. 76a) is een ontwerp van Alphons Boosten uit 1938 en heeft een gevel die met lichtgele kalksteenplaten is bekleed.
Tussen het poortgebouw van de Hof van Tilly en het hoofdgebouw, ontwierp rijksarchitect Jacobus van Lokhorst in 1880 twee vleugels voor de Rijkskweekschool. De baksteengevels aan de binnenplaats hebben rondboogvensters, waarvan de segmentbogen versierd zijn met vlechtwerkmotieven. Vijf jaar later verrees in de tuin een turnzaal, uitgevoerd in pseudo-vakwerk. Het interieur heeft nog de oorspronkelijke plafondbetimmering met houten spantconstructie.

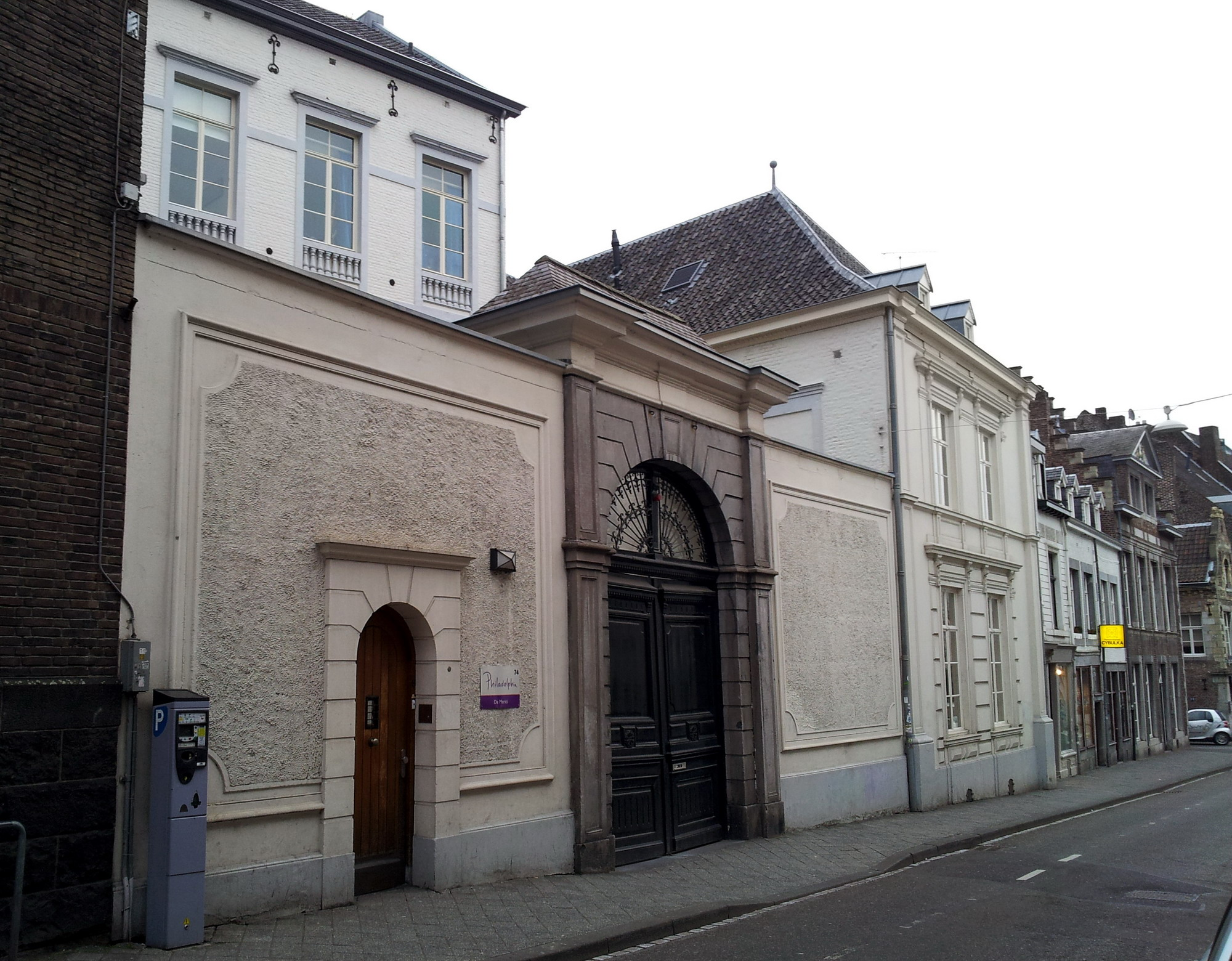
'Ursulinenpoort', Grote Gracht 74
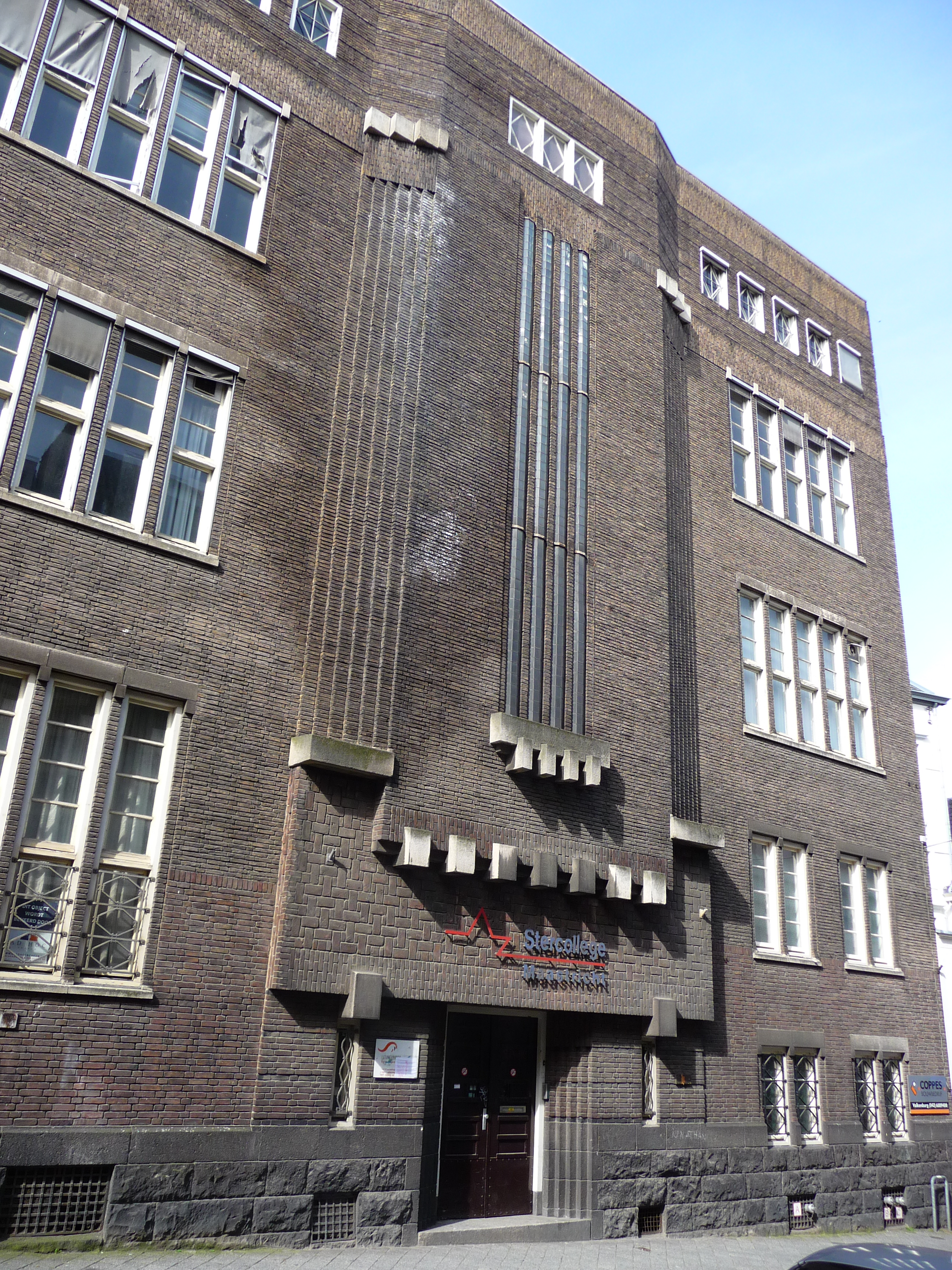
Schoolgebouw, Grote Gracht 76
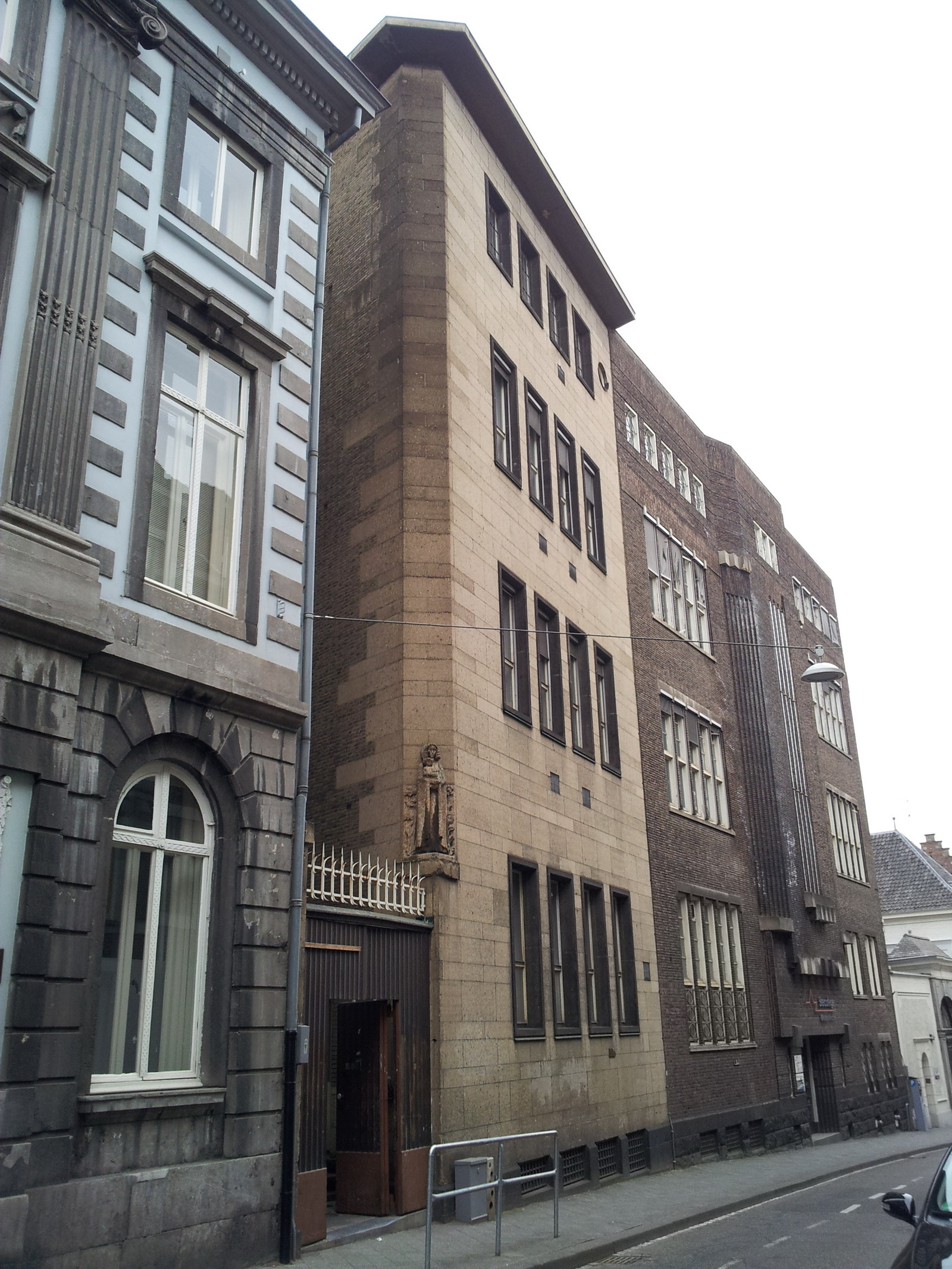
Schoolgebouw, Grote Gracht, 76a
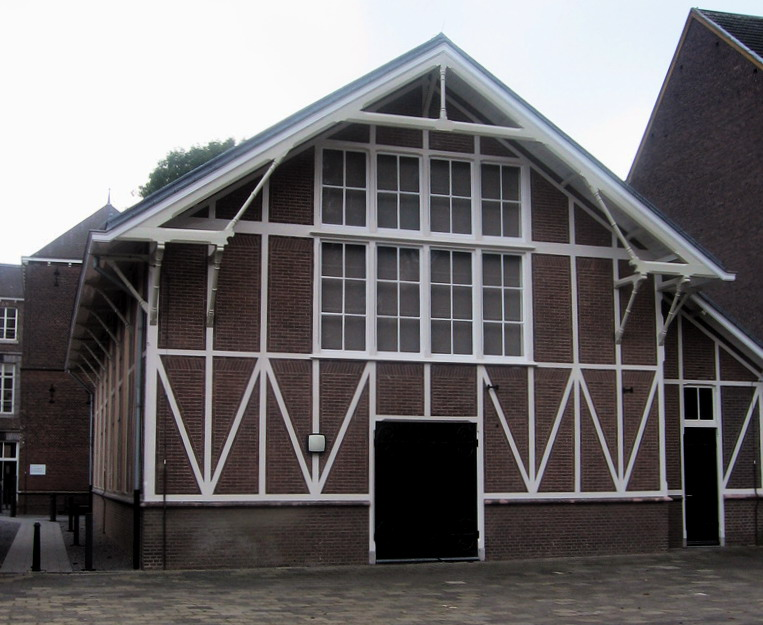
Turnzaal achter Hof van Tilly

## Trivia
- In vroeger tijden stond op de Markt, links voor het stadhuis een schandpaal, waar veroordeelden (voor lichte vergrijpen) de spot van hun stadgenoten moesten ondergaan. De uitdrukking "de Groete Grach oploere" (de Grote Gracht opkijken) was dan ook geen prettig vooruitzicht.[13]
- Van 1896 tot 1914 reed er een tram over de Grote Gracht, aanvankelijk een gastram, maar door aanhoudende problemen werd deze in 1902 vervangen door een ouderwetse paardentram.
- De leeuw op de gevel van het huis 't Liewke is minder oud dan men zou denken. Hij is waarschijnlijk omstreeks 1960 daar geplaatst. Wellicht is toen ook het in het pand gevestigde café, dat voorheen eenvoudigweg Bierhal heette, zo genoemd.[14]
- De Grote Gracht en de Brusselsestraat werden door wethouder Theo Bovens in april 2000 bestempeld als de "Via Marihuana", omdat het aantal daar gevestigde coffeeshops en smartshops in tien jaar tijd was gestegen van twee naar 22.[15]
- De recente geschiedenis van het pand Grote Gracht 56 is problematisch te noemen, hoewel niet illustratief voor de hele straat. Het pand was een aantal jaren geleden onderwerp van een zwartgeld-witwasaffaire, toen de eigenaren van een naastgelegen coffeeshop het pand met niet-betaald belastinggeld in handen probeerden te krijgen. Toen dit niet lukte werd het monumentale pand verkocht aan een hotelketen, die er in 2011 een hotel met 24 kamers wilde openen. Helaas ging de aannemer failliet en werd de bouw stilgelegd. Vervolgens is het pand overgenomen door een vastgoedonderneming die er een hotel in vestigde met 25 kamers.